# シャブラ
座標: 北緯43度32分 東経28度32分 / 北緯43.533度 東経28.533度

シャブラ
Шабла
Şablaシャブラ ブルガリア内のシャブラの位置

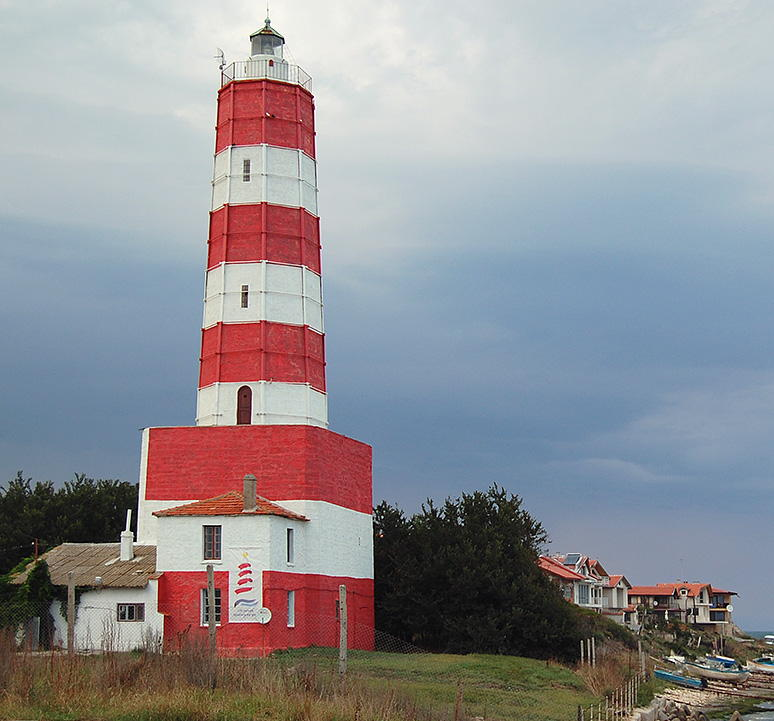
シャブラ灯台

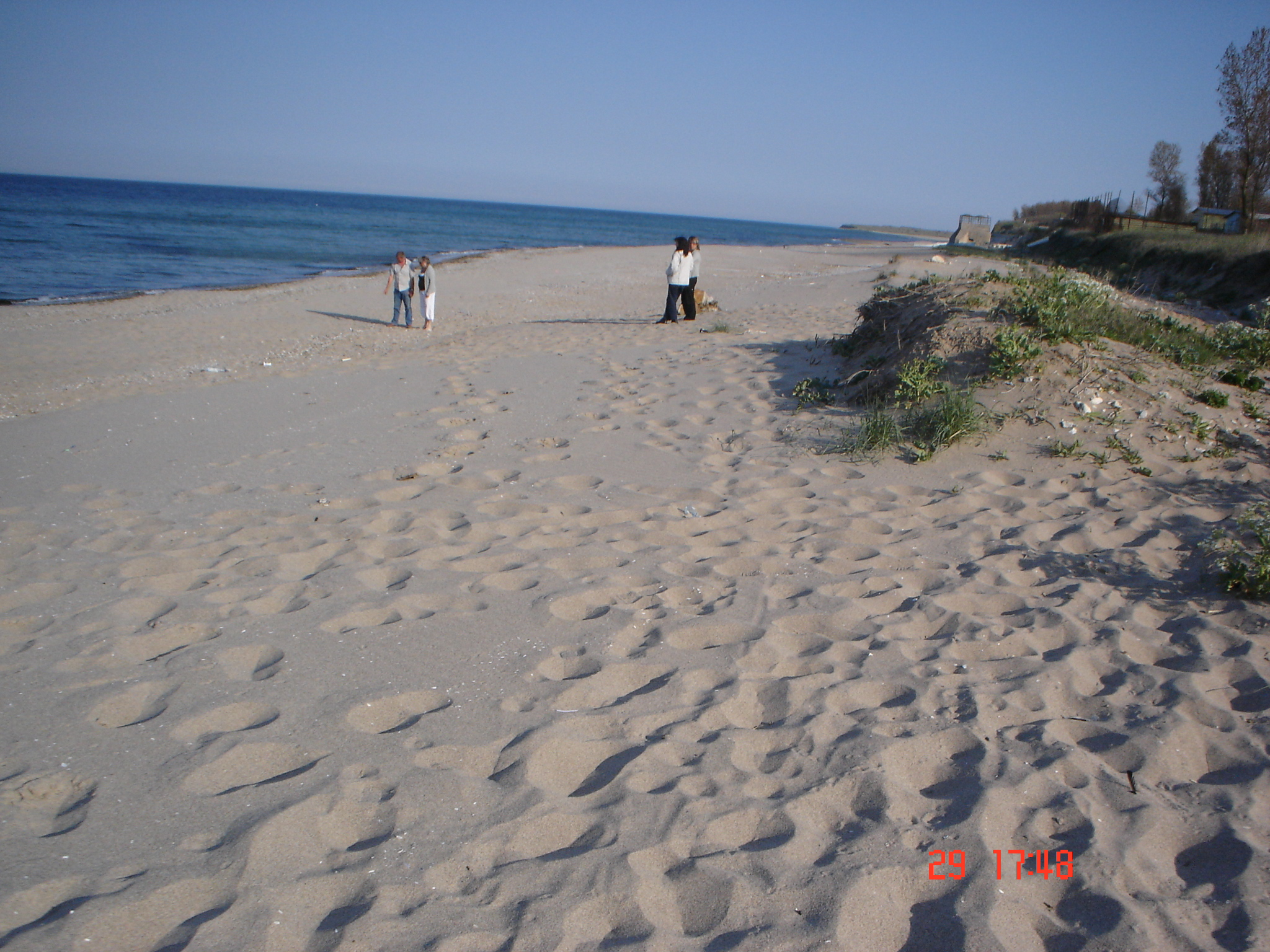
シャブラの砂浜

シャブラ（ブルガリア語: Ша̀бла / Shabla、トルコ語:Şabla、ルーマニア語:Şabla）はブルガリア北東部の町、およびそれを中心とした基礎自治体。ドブリチ州に属する。カヴァルナから19キロメートルに位置する、黒海沿岸のリゾート地である。ブルガリア最東端の地シャブラ岬、および塩湖のシャブラ湖に近い。
シャブラは豊富な白い砂の浜を有し、冷戦時代には東側諸国の有力な観光先であった。ビーチは町から5キロメートルのところにあり、シャトルバスで結ばれている。道路は欧州連合の支援により整備された。
町には大型の駐車場と多くのバンガロー、レストランがあり、夏季の観光客を受け入れている。
また、ブルガリアで最も古く、最も高い、ブルガリア最東端の地であるシャブラ岬の灯台もある。4世紀の要塞の中に、灯台はブルガリアの近代化のさなかのクリミア戦争の頃に建造が始まり、1856年7月15日に開業した。この灯台は、1756年から1786年の間に立てられたものの後に破壊された灯台の再建であった。灯台は28.23 メートルの高さである。
道路に沿って町の南に位置しているテュレノヴォ（Тюленово / Tyulenovo）から先には、岩の海岸と高い崖が連なり、カメン・ブリャク（Камен бряг / Kamen Bryag）を経てカヴァルナへと至る。
シャブラは古代にはトラキア人の集落であり、紀元前6世紀から紀元前5世紀頃に築かれた。ギリシャ語でカロン・リメン（Karon Limen、「カリア湾」）として知られ、古代ローマ時代に黒海に面する港として発展した。町は東ローマ帝国時代の初期に繁栄した。4世紀の遺跡は今でも保存されている。

## 町村
テルヴェル基礎自治体（Община Шабла）には、その中心であるテルヴェルをはじめ、以下の町村（集落）が存在している。
- Божаново
- Ваклино
- Горичане
- Горун
- Граничар
- Дуранкулак
- Езерец
- Захари Стояново

- Крапец
- Пролез
- Смин
- Стаевци
- Твърдица
- Тюленово
- Черноморци
- Шабла